# Giovanni Garzia Mellini
Giovanni Garzia kardinál Mellini nebo Millini (1562, Florencie – 2. října 1629, Řím) byl italský římskokatolický kněz, arcibiskup, camerlengo a kardinál.

## Život
Narodil se roku 1562 ve Florencii, v bohaté římské rodině, jako syn Maria Melliniho a Ortensie Jacovacci. Jeho otec se usídlil ve Florencii z důvodu exilu v Římě. Vzdělával ho jeho strýc Giambattista kardinál Castagna. Poté studoval právo. Roku 1585 byl jmenován konzistorním právníkem. Dne 1. února 1591 se stal auditorem Římské roty. Není známo, kdy přijal kněžské svěcení.
Dne 1. června 1605 byl ustanoven titulárním arcibiskupem z koloským. Biskupské svěcení přijal 12. června 1605 z rukou arcibiskupa Ludovica de Torrese. V letech 1605 až 1607 byl apoštolským nunciem ve Španělsku.
Dne 11. září 1606 byl papežem Pavlem V. jmenován kardinálem. Dne 7. února 1607 se stal biskupem Imoly. Kardinálský biret převzal 7. ledna 1608 s titulem kardinál-kněz ze Santi Quattro Coronati. V letech 1610 až 1629 byl generálním vikářem diecéze Řím. Roku 1623 byl zvolen camerlengem. Dále působil jako protopresbyter kardinálského kolegia a arcikněz baziliky Panny Marie Sněžné.
Dne 14. dubna 1627 optoval pro titul kardinála-kněze titulu San Lorenzo in Lucina. Tento titul držel do 20. srpna 1629 kdy se stal kardinálem-biskupem ve Frascati.
Zemřel 2. října 1629 v Římě. Pohřben byl v Bazilice Santa Maria del Popolo.